# Heliophobus typica
Heliophobus typica är en fjärilsart som beskrevs av Jacob Hübner 1827. Heliophobus typica ingår i släktet Heliophobus och familjen nattflyn. Inga underarter finns listade i Catalogue of Life.